# ريتش كينغ (كرة سلة)
ريتش كينغ (بالإنجليزية: Rich King)‏ مواليد 4 أبريل 1969 في لنكن، هو لاعب كرة سلة أمريكي معتزل. بدأ مسيرته الاحترافية في سنة 1991. تم اختياره من قبل فريق سياتل سوبرسونيكس خلال الدرافت. يبلغ طوله 7 قدم 2 بوصة (2.2 م). اعتزل اللعب في 1999.

## روابط خارجية
- ريتش كينغ على موقع إن بي أي (الإنجليزية)
- ريتش كينغ على موقع سبورتس رفرنس (الإنجليزية)
- ريتش كينغ على موقع كرة السلة الأوروبية.كوم (الإنجليزية)
- ريتش كينغ على موقع كلية كرة السلة في سبورتس رفرنس.كوم (الإنجليزية)
- ريتش كينغ على موقع ريلجم (الإنجليزية)
- ريتش كينغ على موقع بروبوليرز (الإنجليزية)